# دافيد إيوان
دافيد إيوان هو كاتب أغاني ومغني وسياسي بريطاني، ولد في 24 أغسطس 1943 في Brynamman ‏ في المملكة المتحدة.

## وصلات خارجية
- الموقع الرسمي
- دافيد إيوان على موقع ميوزك برينز (الإنجليزية)
- دافيد إيوان على موقع أول ميوزيك (الإنجليزية)
- دافيد إيوان على موقع ديسكوغز (الإنجليزية)